# N-Метилгексаметилдисилазан
N-Метилгексаметилдисилазан — химическое соединение, алкил- и аминопроизводное моносилана с формулой [(CH3)3Si]2NCH3, бесцветная жидкость c резким запахом, быстро гидролизуется водой.

## Получение
- Пропускание метиламина через раствор триметилхлорметилсилана бензоле:

{\displaystyle {\mathsf {2(CH_{3})_{3}SiCl+3CH_{3}NH_{2}\ {\xrightarrow {}}\ [(CH_{3})_{3}Si]_{2}NCH_{3}+2CH_{3}NH_{3}Cl}}}

## Физические свойства
N-Метилгексаметилдисилазан образует бесцветную жидкость с резким запахом.
Реагирует с водой и спиртами.
Растворяется в инертных органических растворителях.